# Sarnath
Sarnath (ISO 15919 Sārnāth, anticamente Isipathana o Isipatana) è una località dell'India posta nella parte orientale dello stato federato dell'Uttar Pradesh, a circa dieci chilometri a nord del centro cittadino di Varanasi, situata a 25° 22' 28 N e 83° 01' 20 E. Sarnath è nota per essere stata il luogo della prima predicazione del Buddha ed è formata da una serie di edifici di interesse storico-religioso.

## Storia
Sarnath è l'abbreviazione di Saranganatha, "signore dei cervi", e fa riferimento ad una leggenda secondo la quale Buddha, in una vita precedente, era stato un cervo capobranco che si offrì al re di Kashi al posto di una cerva incinta che questi aveva catturato. In ricordo di questo evento, il re dette al luogo il nome di Mrigadava ("parco dei cervi").
Già luogo privilegiato di ascesi, nel 527 a.C. circa Sarnath fu scelta dal Buddha per iniziare la sua predicazione, tenendo due sermoni coi quali spiegò le quattro nobili verità, la dottrina della coproduzione condizionata  e il concetto di non-sé ai cinque asceti.
Durante il regno di Ashoka a Sarnath fu costruita una serie di edifici religiosi (stupa, monasteri, templi, scuole) e anche una colonna che commemorava il sermone del Buddha, rappresentante quattro leoni che sorreggono la ruota del Dharma, attualmente utilizzato come stemma dell'India.
Il 3 luglio 1998 il Governo ha proposto all'UNESCO l'inclusione di Sarnath nella lista dei patrimoni dell'umanità

## Monumenti e luoghi d'interesse
I principali luoghi di interesse e pellegrinaggio a Sarnath sono:
- Stupa di Chaukhandi, risalente al periodo Gupta (IV-VI secolo), è costituita da un tumulo (sormontato da una torre ottagonale costruita posteriormente dall'imperatore Akbar) che commemora il luogo del reincontro tra i cinque asceti e il Buddha.
- Dharmarajika Stupa, costruita prima del regno di Aśoka (prima del III secolo a.C.), fu smantellata nel XVIII secolo per usarla come materiale da costruzione, ne rimane solo il basamento mentre il reliquiario viene tuttora esibito a maggio durante la festa del Buddha Purnima.
- Colonna di Aśoka, con un editto dell'imperatore iscritto sulla base (ancora in loco) e il famoso capitello dei quattro leoni (conservato nel museo archeologico) attuale simbolo dell'India.
- Stupa Dhamek, risalente al periodo Gupta (IV-VI secolo) è una torre alta 35 metri, di 15 metri di diametro posta sul luogo dell'esposizione del Dhammacakkappavattana Sutta, il primo sutra del Buddha ai cinque asceti.
- Mulaghandakuti Vihara, tempio moderno (1931), contiene una grande campana e una serie di affreschi sulla vita del Buddha
- Museo archeologico di Sarnath, fondato nel 1910, contiene statue di epoca Kushana, Gupta e Pala.